# Песчанковые
Песча́нковые, или песча́нки (лат. Gerbillinae) — подсемейство отряда грызуны. Некоторые зоологи[уточнить] выделяют песчанок в отдельное семейство Gerbillidae.

## Общее описание
Мелкие грызуны, внешне напоминающие крыс. Длина тела от 5 до 20 см; хвоста — от 5,6 до 24 см. Вес от 10 до 227 г. Половой диморфизм по-разному выражен даже в разных субпопуляциях одного вида. Хвост (имеет свойство отпадать при нападении хищника, но вновь не вырастает) длинный, обычно хорошо опушённый; удлинённые волосы на конце могут образовывать кисточку. Мордочка заострённая или притуплённая. Глаза крупные, выпуклые; ушные раковины хорошо заметны. Окраска верха тела тусклая, однотонная, охристо-песчаная или буроватая; низа — светлая. На голове, за ушами и вокруг глаз могут иметься светлые пятна. Зубов у большинства видов 16. Коренные зубы как правило с корнями; реже без корней, постоянно растущие. У самок 3—4 пары сосков. Количество хромосом в диплоидном наборе варьируется от 18 до 74.
Эволюция песчанок происходила в аридных и семиаридных ландшафтах Старого Света, поэтому для них характерна «система раннего оповещения» — развитые органы зрения и слуха. Задние конечности удлиненны за счёт дистальных отделов, что определяет склонность песчанок к передвижению на задних ногах, однако специализация у них не достигает той степени, которая характерна для тушканчиков.
В настоящее время многие заводят этих зверьков дома, так как они хорошо приручаются.

## Образ жизни
Распространены в пустынных степях, полупустынях и пустынях Африки и Азии, от северо-восточного Предкавказья и некоторых островов юго-восточной части Средиземного моря до Казахстана и Забайкалья. Ареал охватывает Северную Африку, Переднюю и Малую Азию, Индию, Монголию и Китай (кроме южных и восточных районов).
Ведут норный образ жизни, склонны к образованию колоний. Образ жизни наземный; некоторые виды способны совершать прыжки на задних лапах длиной до 3,5 м. Большинство песчанок — дневные животные. Преимущественно растительноядны, питаются семенами и наземными частями растений; делают в норах запасы корма (до 60 кг). Вредят растениям, укрепляющим пески. Активность круглогодичная, зимой понижена. В спячку не впадают, но в холодную погоду порой впадают в оцепенение.
В течение года самки песчанок приносят от 1 до 13 помётов (в среднем 4—7). Для многих видов характерен послеродовой эструс и задержка в развитии эмбрионов, пока у самки продолжается лактация. Беременность длится 3—4 недели. В помёте 5—6 слепых, голых детёнышей. В возрасте 30 дней они становятся самостоятельны и достигают половой зрелости к 10—16 неделям жизни. Продолжительность жизни в природе зачастую всего 3—4 года.

## Питание
В неволе питаются пшеницей, овсом, кукурузой, ячменем, зелёной травой, сеном, овощами, фруктами — например яблоками. Цитрусовые не переносят (мандарины, апельсины…)

## Систематика и природоохранный статус
Известно 110 видов песчанок, которые относятся к 14 родам:
- Триба Gerbillini
  - Подтриба Gerbillina
    - Род Короткохвостые песчанки (Dipodillus)[3]
      - Песчанка Ботта (Dipodillus bottai)
      - Североафриканская песчанка (Dipodillus campestris)
      - Песчанка Вагнера (Dipodillus dasyurus)
      - Dipodillus harwoodi
      - Песчанка Джеймса (Dipodillus jamesi)
      - Dipodillus lowei
      - Песчанка Маккиллингина (Dipodillus mackilligini)
      - Магрибская карликовая песчанка (Dipodillus maghrebi)
      - Малийская песчанка (Dipodillus rupicola)
      - Короткохвостая карликовая песчанка (Dipodillus simoni)
      - Dipodillus somalicus
      - Dipodillus stigmonyx
      - Dipodillus zakariai

    - Род Голопалые песчанки (Gerbilliscus)
      - Капская песчанка (Gerbilliscus afra)
      - Песчанка Бема (Gerbilliscus boehmi)
      - Песчанка Брантса (Gerbilliscus brantsii)
      - Гвинейская песчанка (Gerbilliscus guineae)
      - Мозамбикская песчанка (Gerbilliscus inclusus)
      - Сенегальская песчанка (Gerbilliscus kempi)
      - Белобрюхая песчанка (Gerbilliscus leucogaster)
      - Чернохвостая голопалая песчанка (Gerbilliscus nigricaudus)
      - Песчанка Флипа (Gerbilliscus phillipsi)
      - Гребнехвостая песчанка (Gerbilliscus robustus)
      - Саванная песчанка (Gerbilliscus validus)

    - Род Карликовые песчанки (Gerbillus)
    - Подрод Hendecapleura
      - Gerbillus amoenus
      - Песчанка Брокмана (Gerbillus brockmani)
      - Чернохвостая песчанка (Gerbillus famulus)
      - Алжирская песчанка (Gerbillus garamantis)
      - Песчанка Гроббена (Gerbillus grobbeni)
      - Аравийская карликовая песчанка (Gerbillus henleyi)
      - Мавританская песчанка (Gerbillus mauritaniae)
      - Месопотамская песчанка (Gerbillus mesopotamiae)
      - Дарфурская песчанка (Gerbillus muriculus)
      - Белуджистанская песчанка (Gerbillus nanus)
      - Аденская песчанка (Gerbillus poecilops)
      - Мейдобская песчанка (Gerbillus principulus)
      - Кенийская карликовая песчанка (Gerbillus pusillus)
      - Нофилийская песчанка (Gerbillus syrticus)
      - Прыткая песчанка (Gerbillus vivax)
      - Песчанка Уотерса (Gerbillus watersi)

    - Подрод Gerbillus
      - Берберийская песчанка (Gerbillus acticola)
      - Агагская песчанка (Gerbillus agag)
      - Песчанка Андерсона (Gerbillus andersoni)
      - Песчанка Сварта (Gerbillus aquilus)
      - Песчанка Бартона (Gerbillus burtoni)
      - Песчанка Чизмана (Gerbillus cheesmani)
      - Донголская песчанка (Gerbillus dongolanus)
      - Джибутийская песчанка (Gerbillus dunni)
      - Песчанка Флоуера (Gerbillus floweri)
      - Карликовая песчанка (Gerbillus gerbillus)
      - Индийская карликовая песчанка (Gerbillus gleadowi)
      - Западная песчанка (Gerbillus hesperinus)
      - Песчанка Хугстраля (Gerbillus hoogstraali)
      - Песчанка Латаста (Gerbillus latastei)
      - Суданская песчанка (Gerbillus nancillus)
      - Нигерийская песчанка (Gerbillus nigeriae)
      - Западная песчанка (Gerbillus occiduus)
      - Бледная песчанка (Gerbillus perpallidus)
      - Мягкошёрстная песчанка (Gerbillus pulvinatus)
      - Египетская песчанка (Gerbillus pyramidum)
      - Песчанка Розалинды (Gerbillus rosalinda)
      - Ливийская песчанка (Gerbillus tarabuli)

    - Род Microdillus
      - карликовая сомалийская песчанка (Microdillus peeli)

  - Подтриба Merionina
    - Род Малые песчанки (Meriones)
    - Подрод Meriones
      - Тамарисковая песчанка (Meriones tamariscinus)

    - Подрод Parameriones
      - Персидская песчанка (Meriones persicus)
      - Королевская песчанка (Meriones rex)

    - Подрод Pallasiomys
      - Аравийская песчанка (Meriones arimalius)
      - Песчанка Ченга (Meriones chengi)
      - Песчанка Сундевалла (Meriones crassus)
      - Армянская песчанка (Meriones dahli)
      - Meriones grandis
      - Краснохвостая песчанка (Meriones libycus)
      - Полуденная песчанка (Meriones meridianus)
      - Песчанка Бакстона (Meriones sacramenti)
      - Африканская песчанка (Meriones shawi)
      - Переднеазиатская песчанка (Meriones tristrami)
      - Когтистая песчанка (Meriones unguiculatus)
      - Песчанка Виноградова (Meriones vinogradovi)
      - Песчанка Зарудного (Meriones zarudnyi)

    - Подрод Cheliones
      - Индийская песчанка (Meriones hurrianae)

  - Подтриба Rhombomyina
    - Род Дневные песчанки (Psammomys)[4]
      - Дневная песчанка (Psammomys obesus)
      - Бледная песчанка (Psammomys vexillaris)

    - Род Rhombomys
      - Большая песчанка (Rhombomys opimus)

    - Род Sekeetamys
      - Пушистохвостая песчанка (Sekeetamys calurus)

    - Род Brachiones
      - Песчанка Пржевальского (Brachiones przewalski)

  - Подтриба Desmodilliscina
    - Род Desmodilliscus
      - Десмодиллискус (Desmodilliscus braueri)

  - Подтриба Pachyuromyina
    - Род Жирнохвостые песчанки (Pachyuromys)
      - Жирнохвостая песчанка (Pachyuromys duprasi)
- Триба Taterillini
  - Подтриба Taterillina
    - Род Tatera
      - Индийская голопалая песчанка (Tatera indica)

    - Длиннопалые песчанки (Taterillus)
      - Сахарская песчанка (Taterillus arenarius)
      - Конголезская песчанка (Taterillus congicus)
      - Песчанка Эмина (Taterillus emini)
      - Стройная песчанка (Taterillus gracilis)
      - Песчанка Харрингтона (Taterillus harringtoni)
      - Приозёрная песчанка (Taterillus lacustris)
      - Песчанка Петтера (Taterillus petteri)
      - Сенегальская длиннопалая песчанка (Taterillus pygargus)
      - Taterillus tranieri

  - Подтриба Gerbillurina
    - Desmodillus
      - Короткоухая песчанка (Desmodillus auricularis)

    - Род Южноафриканские карликовые песчанки (Gerbillurus)
      - Южноафриканская песчанка (Gerbillurus paeba)
      - Песчанка Сетцера (Gerbillurus setzeri)
      - Намибийская песчанка (Gerbillurus tytonis)
      - Мохноногая песчанка (Gerbillurus vallinus)
- Триба Ammodillini
  - Ammodillus
    - Сомалийская песчанка (Ammodillus imbellis)

В России встречаются представители рода малых песчанок (Meriones), в том числе полуденная песчанка (Meriones meridianus).
Многие виды песчанок являются резервуаром возбудителей природно-очаговых болезней человека и животных (чума, зоонозный кожный лейшманиоз), а также ведущими компонентами биоценозов пустынь и полупустынь. Некоторые песчанки — вредители сельскохозяйственных культур. Содержатся в неволе как домашние и лабораторные животные; особенно распространена монгольская песчанка (Meriones unguiculatus).
В список Международной Красной книги занесено 35 видов песчанок. Среди них один вид находится в критическом состоянии (Meriones chengi); 4 вида малых песчанок определены как вымирающие (endangered):
- Meriones arimalius,
- Meriones dahli,
- Meriones sacramenti,
- Meriones zarudnyi.